# 정방동
정방동(正房洞)은  대한민국 제주특별자치도 서귀포시의 행정동이다. 법정동 서귀동 일부를 관할한다. 면적은 서귀포시에서 두 번째로 작은 0.44km2이며, 인구는 2011년 3월 31일을 기준으로 가장 작은 1,537세대, 2,953명이다.

## 개요
정방동의 정방(正房)은 이 마을에 속한 정방폭포에서 따온 것이다. 그러나 正房이라는 한자 표기는 잘못된 것이다. 《정의현》 권38의 산천에는 정모소(正毛淵)로 표기하였고, 《정의현》 산천과 《정의현지》 산천, 《정의군지도》, 산천 등에는 ‘정방소’(正方淵)로, 《정의》, 형승에는 정방폭(正方瀑)으로 표기하였는데, 1899년의 《제주지도》에는 정방폭포(正房瀑布)로 표기하였다.
한국 근현대 미술사의 독보적인 존재인 대향 이중섭 화가와 한국 서예계의 거목 소암 현중화 선생이 살아 생전에 작품활동을 했던 예향의 마을을 기리기 위해, 매년 9월에는 이중섭 거리에서 이중섭 예술제가 열리고 있으며, 대향 전시실에서는 이중섭 화백이 남긴 그림들을 관람할 수 있다.